# Sedlo pod Svišťovkou
Sedlo pod Svišťovkou je sedlo ve Vysokých Tatrách v nadmořské výšce 2023 m, na jihovýchodním hřebeni Malého Kežmarského štítu a odděluje vrchol Velké Svišťovky 2037 m od vrcholu Svišťového hrbu.
Sedlo pod Svišťovkou je jedním ze dvou mělkých travnatě-skalnatých sedel mezi Malým Kežmarským štítem a Velkou Svišťovkou. Druhým z nich je Nižné Sedlo pod Svišťovkou položené o 7 metrů níže mezi Malým Kežmarským štítem a Svišťovým hrbem. Tato sedla a štíty oddělují od sebe střední části Huncovské kotlinky a Dolinu Zeleného plesa, tedy horní části Huncovské kotliny a Doliny Kežmarské Bielé vody. Ze Sedla pod Svišťovkou do Doliny Zeleného plesa sestupuje Krajní Lendacký žlab, z Nižného Sedla pod Svišťovkou zase Zadní Lendacký žlab.
Přes Sedlo pod Svišťovkou prochází červeně značená Tatranská magistrála, vedoucí ze Skalnaté doliny a procházející sedlem dolů přes Krajní Lendacký žlab a Lendacké úbočí do Doliny Zeleného plesa. Sedlo pod Svišťovkou je nejvyšším bodem na celé trase Tatranské magistrály.

## Turistické trasy
Červeně značená Tatranská magistrála vedoucí ze Skalnaté doliny přes Huncovské úbočí na Sedlo pod Svišťovkou, ze sedla dolů k Zelenému plesu.
- Čas přechodu ze Skalnaté chaty do Sedla pod Svišťovkou: 1:20 hod v obou směrech
- Čas přechodu ze Sedla pod Svišťovkou k Chatě při Zeleném plese: 45min, ↑1:35h